# Love?
Love? (magyarul: Szerelem?) az amerikai énekes-színésznő, Jennifer Lopez 2011-ben megjelent hetedik stúdióalbuma. Az eredetileg esedékes kiadás 2010 januárjára volt tervezve, majd az egész kitolódott áprilisig az Epic Recordsszal való szerződésfelbontás miatt. A lemezt végül a Def Jam Recordings adta ki, amely azt tervezte, hogy az albumról készít egy remix változatot is. A lemez munkálatai 2007-ben kezdődtek, Jennifer Lopez terhessége alatt, majd 2008-ban folytatódott az énekesnő szülése után.
Az album készítése során Jennifer Lopez újra találkozott Rodney Jerkinsszel, aki egyik híres dalán dolgozott, (If You Had My Love). Az albumot két kislemez is megelőzi ezen belül a Fresh Out the Oven (ft. Pitbull) és a Louboutins, amely a hivatalosan ki nem bocsátott amerikai Dance Chart listája élén szerepelt, viszont a Billboard Hot 100-ra fel sem került.

## Háttér
2009 februárjában a Hooked On You, az első szám felvételén, amely már forgalomban volt az interneten, bizonyossá vált, hogy az énekesnő visszatért a stúdióba és egy vadonatúj lemezen dolgozik.
2009 júliusában szóvivője megerősítette a People magazinnak, hogy az új stúdióalbum várható kiadása 2010 januárjában lesz ugyanabban az időpontban amikor Jennifer Lopez új filmjét az Ilyen a formámat be kell fejezni. 2009 októberében a People magazin megerősítette, hogy az album januárban megjelenik és hogy a lemez címe a Love? lesz.
A lemez megjelenése azóta késik 2010 áprilisáig és egybeesik az Ilyen a formám kiadási dátumával. A What Is Love dal írója Wynter Gordon kifejezte elégedettségét és azt is hogy örül, hogy a szám hamar elterjedt az interneten.
A 2010-es Grammy-díjkiosztó kulisszái mögött Jennifer Lopez azt nyilatkozta, hogy az album valószínűleg áprilisban sem fog megjelenni a boltokban, mivel még nem elég kidolgozott, de igyekezni fognak minél hamarabb befejezni a munkálatokat az albumon.
2010. február 22-én bejelentették, hogy az énekesnő útjai elváltak az Epic Recordstól így az album sorsa veszélyben. Lopez maga is megerősítette a hírt és azt is bejelentette, hogy talált egy új kiadót és hogy mindenféleképpen az albumot 2010 nyaráig ki kell adni. A Billboard magazin később megerősítette, hogy az énekesnő leszerződött a Def Jam Recordingsnál.

## Album címe és koncepciója
Jennifer Lopez megerősítette, hogy az új album címe a Love? lesz, később egy interjúban elmondta, hogy miért ezt a címet választotta: "A szeretet a legnagyobb zavarba ejtő dolog a világon, éppen ezért az album címe Love lesz egy kérdőjelel a végén." Az is kiderült, hogy az énekesnő férje Marc Anthony először cáfolta az album címét mivel azt hitte, hogy ebből az következik, hogy a feleségével a házasságukban problémák vannak.
A Billboard magazin elmondta, hogy a lemez témája, tárgya a szerelem lesz, majd Rap-Up magazin megerősítette, hogy az album témája rendkívüli összhangban van lemez dalaival.
2010 februárjában Jennifer Lopez csatlakozott a Def Jam kiadóhoz majd később a vele készült interjúban azt nyilatkozta, hogy továbbra is halad tovább az album munkálata a jelenlegi formájában, és hogy az album címe továbbra is a Love? marad.

## Promóció
2009. október végén bejelentették, hogy az első kislemez a Louboutins nevet kapta a híres divatmárka után. A tervek szerint az énekesnő időben végezni fog vele és hivatalosan is bemutathatják a közönségnek a Louboutins kislemezt a 2009-es American Music Awardson, amely 2009. november 22-én kerül megrendezésre.
Az énekesnő később bemutatta a Lopez Tonightban a What Is Love dalát amiről azt nyilatkozta ez a szám a legfontosabb az albumán és hogy a közelgő filmjében az Ilyen a formámban is szerepelni fog.

### Lola és Fresh Out the Oven
2009. szeptember 13-án Pitbull az MTV Video Music Awards vörösszőnyegén azt nyilatkozta, hogy a következő Jennifer Lopez kislemezben az énekesnővel közösen énekel.
A közös dal címének eredetileg a Lolá't szánták, de végül mégis Fresh Out the Ovennek keresztelték el. Jennifer Lopez megerősítette, hogy a közös dalban Lola alteregója lesz, még ez ki nem derült létrejött egy weboldal a Who Is Lola? névvel amely azzal foglalkozott, ki lehet Lola.

### Kislemezek
- Louboutins: Hamar megerősödött a hír hogy az első kislemez az albumról a Louboutins lesz, amelyet a 2009-es American Music Awardson mutatnak be a közönségnek. Ez a dal debütált a rádióban a KISS FM csatornán 2009. november 23-án az On Air With Ryan Seacrest showban.

Három hónappal később ez a dal vezette a Hot Dance Club Songs listájának az élét.

## Hivatalos dallista
| 1.    | On the Floor (featuring Pitbull)   | Bilal Hajji, Kinda Hamid, Gonzalo Hermosa, Ulises Hermosa, Achraf Janussi, Nadir Khayat, Armando Perez, Geraldo Sandell | RedOne                    | 4:44 |
| 2.    | Good Hit                           | Terius Nash, Christopher Stewart                                                                                        | The-Dream, Tricky Stewart | 4:04 |
| 3.    | I'm Into You (featuring Lil Wayne) | Taio Cruz, Mikkel Eriksen, Tor Hermansen, Dwayne Carter                                                                 | StarGate                  | 3:20 |
| 4.    | (What Is) Love?                    | Wynter Gordon, Emile Dernst                                                                                             | D'Mile                    | 4:26 |
| 5.    | Run the World                      | Nash, Stewart[forrás?]                                                                                                  | The-Dream, Tricky Stewart | 3:55 |
| 6.    | Papi                               | Khayat, Jannusi, BeatGeek, Teddy Sky, Hajji, Jimmy Joker[forrás?]                                                       | RedOne                    | 3:43 |
| 7.    | Until It Beats No More             | Troy Johnson, Evan Bogart, Jorgen Elofsson[forrás?]                                                                     | Radio[forrás?]            | 3:52 |
| 8.    | One Love                           | Jennifer Lopez, Antea Birchett, Anesha Birchett, Dernst                                                                 | D'Mile                    | 3:54 |
| 9.    | Invading My Mind                   | Stefani Germanotta, Khayat                                                                                              | RedOne, Lady Gaga         | 3:20 |
| 10.   | Villain                            | Lopez, Stewart | Tricky Stewart            | 4:03 |
| 11.   | Starting Over                      | Gordon, Nathaniel Hills                                                                                                 | Danja                     | 4:02 |
| 12.   | Hypnotico                          | Germanotta, Khayat, Tammar Chin, Claude Kelly, Aliaune Thiam[forrás?]                                                   | RedOne, Lady Gaga         | 3:35 |
| 46:58 |                                    | |                           |      |

| Deluxe kiadás és bonus funkciók | Deluxe kiadás és bonus funkciók                 | Deluxe kiadás és bonus funkciók                                       | Deluxe kiadás és bonus funkciók | Deluxe kiadás és bonus funkciók | Deluxe kiadás és bonus funkciók | Deluxe kiadás és bonus funkciók | Deluxe kiadás és bonus funkciók | Deluxe kiadás és bonus funkciók | Deluxe kiadás és bonus funkciók |
|                                 | Cím                                             | Szerző(k)                                                             | Producer(s)                     | Hossz                           |                                 |                                 |                                 |                                 |                                 |
| ------------------------------- | ----------------------------------------------- | --------------------------------------------------------------------- | ------------------------------- | ------------------------------- | ------------------------------- | ------------------------------- | ------------------------------- | ------------------------------- | ------------------------------- |
| 13.                             | Everybody's Girl                                | Michael Caren, Shep Crawford, Gordon                                  | Mike Caren                      | 3:28                            |                                 |                                 |                                 |                                 |                                 |
| 14.                             | Charge Me Up                                    |                                                                       | RedOne                          | 3:58                            |                                 |                                 |                                 |                                 |                                 |
| 15.                             | Take Care                                       |                                                                       |                                 | 2:56                            |                                 |                                 |                                 |                                 |                                 |
| 16.                             | On the Floor (Ven a Bailar) (featuring Pitbull) | Hajji, Hamid, G. Hermosa, U. Hermosa, Janussi, Khayat, Perez, Sandell | RedOne                          | 4:52                            |                                 |                                 |                                 |                                 |                                 |
| 1:02:12                         |                                                 |                                                                       |                                 |                                 |                                 |                                 |                                 |                                 |                                 |

## Fordítás
- Ez a szócikk részben vagy egészben  a   Love? című angol Wikipédia-szócikk fordításán alapul.  Az eredeti cikk szerkesztőit annak laptörténete sorolja fel. Ez a jelzés csupán a megfogalmazás eredetét és a szerzői jogokat jelzi, nem szolgál a cikkben szereplő információk forrásmegjelöléseként.